# Fången
Fången (italienska: Il prigioniero) är en opera med prolog och en akt med musik och text av Luigi Dallapiccola. Librettot av kompositören bygger på Auguste de Villiers de L'Isle-Adams novell La Torture par l'espérance och Charles de Costers La Légende d'Ulenspiegel et de Lamme Goedzac.

## Historia
Dallapiccola lärde känna Villiers de L'Isle-Adams berättelse La Torture par l'espérance 1939 och förknippade den genast med Victor Hugos porträtt av kung Filip II av Spanien i La Légende des siècles. Den grymme kättaromvändaren Filip II väckte hos tonsättaren associationer till Adolf Hitler och Benito Mussolini. Dallapiccola skrev librettot vid årsskiftet 1943-44, påbörjade tonsättningen i början av 1944 och fullbordade, efter långa avbrott, partituret 1948. Operan står i ett nära andligt förhållande till Canti di prigiona (1941) och den efterföljande Canti di liberazione (1955). Fången uppstod ur en dagsaktuell politisk situation (de fascistiska diktaturernas uppkomst i Europa), men den tematiserar de politiska fångarnas kval på ett arketypiskt sätt, som står i skuld till och anspelar på Dante Alighieris verk Den gudomliga komedin. Hos Dante har alla som stiger ner i underjorden gett upp allt hopp. Detta utgör det tidsöverskridande i och speciella med Dallapiccolas opera. 
Efter andra världskriget var serialismen den nya moderna kompositionstekniken för den kommande tonsättargenerationen, från Dallapiccola till Pierre Boulez. Musiken organiseras i tonserier bestående av tolv eller färre toner i en viss bestämd ordning. I Fången använder sig Dallapiccola av tolvtonsmusik i det dramatiska uttryckets tjänst. Fången, som frimodigt uttrycker sina verkliga känslor, sjunger hårt klingande tolvtonsmelodier. Hans bön före den föregivna flykten innehåller tolv toner, som blir till en sällsam, fritt utformad, dissonant melodi. Storinkvisitorn, som utger sig för att vara en broder, sjunger däremot en metriskt regelbunden, ariosoliknande melodi, som ackompanjeras av välklingande, tonala ackord. 
Även andra musikaliska medel har stor betydelse. Scenen med fångens flykt, där han i förhoppningsfull ängslan söker en väg till friheten, är baserad på en kontrapunktisk form med rötter i barocken: en ricercare (som ordagrant betyder "eftersöka"). Stor betydelse har även kören. I dess intermezzi har tonsättaren haft 1500-talets spanska körverk för ögonen.
Operan ingår i en trilogi med frihet och fångenskap som tema.  Den uruppfördes i konsertversion av Turinradion den 1 december 1949 och i en scenversion i Florens den 20 maj 1950. År 1950 utropades av påven Pius XII till "Det heliga året" och kyrkan ogillade att den mörkaste sidan av dess historia, inkvisitionen, skulle framställas på scenen. Vid premiären framträdde därför de båda prästerna inte i ornat, utan i riddardräkt. Operan fick i slutändan ett sympatiskt mottagande av publiken och har sedan dess blivit ett uppskattat verk på den internationella scenen.
Den svenska premiären ägde rum på Stockholmsoperan den 8 juni 1962. Svensk premiär för konsertversionen var i Stockholms Konserthus 1957.

## Roller
- Modern (sopran)
- Fången (baryton)
- Fångvaktaren (tenor)
- Storinkvisitorn (tenor)
- Fra Redemptor (stum roll)
- Två präster (tenor och baryton)

## Handling
Ett av inkvisitionens fängelser i Saragossa under senare delen av 1500-talet.
Prolog Prolog framför en svart mellanridå. En mor väntar på sin son, som har fängslats av inkvisitionen. Hon anar att han snart kommer att dö eftersom hon i en dröm har sett hur kung Filip II, som bär ansvaret för inkvisitionens raseri, förvandlas till Döden.
Scen 1. En underjordisk cell med halm på golvet och en tortyrbänk. Här träffar fången sin mor och är nu uppfylld av hopp, eftersom fångvaktaren har kallat honom "broder". Han tolkar detta som ett tecken på att han snart ska släppas.
Scen 2. Samma cell efter det att fången har tagit avsked av sin mor. Fångvaktaren söker på nytt upp fången och berättar för honom att ett uppror i Flandern har försvagat Filip II:s makt. Som bekräftelse på sina ord lämnar han celldörren på glänt, så att fången  kan fly.
Scen 3. Underjordiska valv. Fången tar sig fram genom de underjordiska gångarna. Han tvingas flera gånger gömma sig, men blir inte upptäckt.
Scen 4. En stor trädgård. När fången äntligen lyckas nå ut till en trädgård och efter så lång tid åter kan skåda stjärnhimmelen, hälsas han med ordet broder av fångvaktaren, som i själva verket är storinkvisitorn. Den grusade förhoppningen om frihet var menad som en sista pina. Han förs bort för att brännas på bål.
Ämnet har stor likhet med Goethes Egmont.